# Diario di Abram Cytryn
I Racconti dal ghetto di Łódź è la raccolta di scritti in forma diaristica dall’adolescente di origine ebraica Abram Cytryn, nato a Łódź il 30 maggio 1927 e morto nel campo di concentramento di Auschwitz nel 1944.

I diari di Abram, scritti principalmente in polacco con espressioni popolari in yiddish, sono contenuti in ventiquattro quaderni che comprendono storie di vita, racconti e poesie. Furono trovati a Łódź dopo la guerra dalla sorella Lucie Cytryn-Bialer, unica superstite della famiglia Cytryn e conservati per oltre cinquant'anni, poi ceduti al Simon Wiesenthal Center di Los Angeles.

I diari di Abram Cytryn rappresentano una testimonianza sul ghetto di Łódź, dove l’adolescente ha vissuto dal 1940 al 1944. 

## Storia editoriale
La prima edizione tradotta è stata pubblicata in Francia nel 1994, dove si era trasferita da Israele la sorella Lucie.

In Italia i diari sono stati editi nel 2016 da Marsilio Editori.